# Blanche de Chambly
Blanche de Chambly è una birra del Québec in Canada della Unibroue. E dal 2005, la birra è sotto la proprietà della multinazionale ontarienne Sleeman.

## Storia
La birra Blanche de Chambly nella primavera del 1992 è stata messa sul mercato dalla Unibroue, con un contenuto del 5% di alcool (vol), ed è prodotta con un miscuglio di grano del Québec e di un malto d'orzo molto chiaro, alla quale si aggiungono spezie ed aromi naturali invece del luppolo tradizionale. La birra conserva i suoi ingredienti naturali, ed è soltanto parzialmente filtrata, lasciandogli quest'aspetto rispecchia le caratteristiche delle birre bianche del Medioevo.
La Blanche de Chambly è prodotta nell'onore dei miliciens che nel 1813, comandati dal Capitano De Salaberry (1778-1829), un ufficiale canadese dell'esercito britannico, si è battuto ed ha pagato con la perdita di alcuni dei suoi soldati per difendere il Basso Canada.

## Premi
- Nel 1996, Blanche de Chambly fu dichiarata la « Meilleure blanche au monde » (la migliore chiara del mondo), per il Chicago Beverage Testing Institute[2].
- Nel 2002 riceve la medaglia d'argento al World Beer Cup, nella Categoria numero 34 Belgian-Style White (or Wit)/Belgian-Style con 12 partecipanti[3].
- Nel 2004 riceve la medaglia di bronzo al World Beer Cup, nella Categoria numero 37 Belgian Style White (or Wit)/Belgian-Style con 17 partecipanti[4]

## Dettagli
La Blanche de Chambly, è naturale di colore come il champagne, da un'impressione di biancore grazie ai riflessi del lievito fresco. Il suo sapore finemente agrodolce con un pizzico di agrumi lascia un gusto finale di arancia. Si conserva al fresco (da 3 a 5 gradi C.) con una durata di circa 2 anni. Il profumo ricorda le coriandre con leggere emanazioni di malto. Birra leggera, rinfrescante. Acidità leggera, tipica dello stile.
Questa birra è servita come aperitivo ed accompagna idealmente le insalate, cibi crudi, carni bianche, pesci e crostacei.